# Jean-Claude Scant
Jean-Claude Scant est un auteur dramatique, acteur et metteur en scène. Fondateur de trois compagnies : le Théâtre de l’Olivier d’Aix en Provence (1970-1980) le Théâtre du Cantou en Périgord (1981 1987) et le Théâtre du Songe à la Réunion (1991 1998).
De son nom civil Jean-Claude Scantamburlo, il est né le 25 juin 1938 et figure au quatrième rang d’une famille de neuf enfants dont les parents sont des immigrés italiens arrivés en France dans les années 1930.
Après son baccalauréat, Jean-Claude Scant s’inscrit à l’Université d’Aix en Provence pour une licence d’Anglais. Cette licence lui permet de trouver des postes d’enseignement, en France comme à l’étranger. Il enseigne notamment le français en Suède, en  Algérie, au Congo Kinshasa et aux États-Unis, plus tard à Madagascar.
Il est le père de cinq enfants : Annette Karlsson, Fabrice Cozette, Mario O’ Brien, Gianni et Nicolas Scantamburlo et le père adoptif de Nini Carine Botoube à Madagascar.

## Parcours théâtral
Jean-Claude Scant ne se consacre au théâtre que relativement tard dans sa vie, à l’âge de trente ans, en 1968. Son frère jumeau l’y a précédé, comme comédien, avec différentes compagnies à Paris comme en Province. Sa Sœur Renata Scant a également quitté l’enseignement pour devenir comédienne et fonder sa propre compagnie théâtrale à Grenoble.
Jean-Claude Scant suit une brève formation avec Tania Balachova sur les planches du Petit Odéon à Paris.
Jean-Claude Scant s’initie ensuite au Théâtre de rue et de place publique, en poursuivant le mouvement contestataire issu de Mai 68. Il pratique alors un théâtre de rue et d’agit-prop : des sketches d’intervention avec des groupes maoïstes devant les usines Renault, Flins, Billancourt puis avec les cheminots d’Avignon.
En 1971, il participe pendant quelques mois au travail de la Cie André Benedetto à Avignon, notamment dans le spectacle À bec et à griffes. Il rejoint ensuite la Compagnie Théâtre Action dirigée par sa sœur Renata Scant à Grenoble. Il joue dans les différents spectacles de cette compagnie et intervient également dans des stages et des ateliers dans les quartiers populaires.
En septembre 1973, il fonde avec Michèle Rochin,  Sylvie Viaut et Antoine Heyboer, la Compagnie du Théâtre de l’Olivier,, à Aix en Provence. Sa compagnie s'inscrit dans une démarche de théâtre d'intervention,. Elle monte des spectacles consacrés aux difficultés du monde rural. Elle invente des formes de théâtre populaire, proches de la Comedia dell'arte sur des thèmes contemporains,: Village à Vendre, le Temps des cerises (créé le 15 juin 1976 à Aix-en -Provence au Théâtre du Centre),, Les Paysans,,.
La plupart des représentations sont données sur les places des villages dans la région du Luberon. La troupe prend également en charge les activités culturelles locales, en prêtant main-forte aux habitants pour l’organisation des carnavals, des fêtes des écoles ou des spectacles en provençal.
La compagnie se fera aussi connaitre au Festival d’Avignon en 1975, 1976 et 1977. En 1978 Jean-Claude Scant écrit et met en scène Chronique d'un hiver dans le cadre du XXXIIème Festival d'Avignon,.
En 1981 il fonde le du Théâtre du Cantou, à Monpazier, en Périgord, avec des spectacles cette fois consacrés à l’histoire de cette région et notamment au Pays des Bastides : « Buffarot et la révolte des Croquants », « Si Monpazier m’était conté », « Line et le Lébérou », « la Saga de Biron » et « Périgord 2001 ».
En 1985 il écrit et met en scène « Et mourir à Mourenx » avec la compagnie « Les pieds dans l’eau »
En 1992 il  fonde le Théâtre du Songe à la Réunion. Une compagnie qui propose des spectacles principalement consacrés aux auteurs contemporains : Jean Genet, Samuel Becket, Jean-Claude Grumberg, Israel Horovitz... Il fonde également le Théâtre Ecole de Saint Paul en 1993.
En 1998, il s’expatrie à Madagascar, sur l’Ile Sainte Marie où il travaille en collaboration avec l’Alliance Française (ateliers théâtre, atelier Slam, stages de formation etc.). En 2017, avec Valérie Lebon, il crée une petite antenne de l’Alliance à l’Ile aux Nattes.
En 2009 : mise en œuvre et réalisation d’un grand spectacle joué par des malgaches et des expatriés : « la Fabuleuse Histoire de l’Ile Sainte Marie».
En juillet 2015 il écrit le scénario du spectacle Molidarnum mis en scène par Renata Scant le dans le cadre d'un stage de réalisation à Moulidars en Charente avec la Compagnie Théâtre en Action
En 2018, il revient en Charente et participe occasionnellement en tant que comédien à des spectacles crées par le Théâtre en Action de Renata Scant. Il anime également des Ateliers d’Ecriture dans des Ehpads ainsi qu’à la Médiathèque de Jarnac.

## Spectacles écrits et mis en scène
- 1973 : Laurent tête folle et la Fleur de Soleil, Théâtre de l’Olivier (Aix en Provence)
- 1974 : L’Os des Prix ou Madame Inflation, Théâtre de l’Olivier (Aix en Provence)
- 1975 : Kolamana , Théâtre de l’Olivier (Aix en Provence)
- 1976 : Village à vendre, Théâtre de l’Olivier (Aix en Provence)[23],[24]
- 1977 : Le temps des Cerises, Théâtre de l'Olivier (Aix en Provence)[25]
- 1978 : Les Paysans , Théâtre de l’Olivier (Aix en Provence)[14]
- 1983 : Buffarot et la Révolte des Croquants, Théâtre du Cantou (Montpazier)
- 1984 : Si Monpazier m’était conté , Théâtre du Cantou (Montpazier)[20]
- 1985 : Line et le Leberou , Théâtre du Cantou (Montpazier)
- 1985 : La Saga de Biron , Théâtre du Cantou (Montpazier)
- 1986 : Périgord 2001, Théâtre du Cantou (Montpazier)
- 1993 : Laura de Laure, Théâtre du Songe (La Réunion)
- 1995 : Cher Monsieur Lafontaine, Théâtre du Songe (La Réunion)
- 1996 : Molière et ses femmes, Théâtre du Songe (La Réunion)
- 2009 :  La Fabuleuse Histoire de l’Ile Sainte Marie, Théâtre du Ravinala (La Réunion)
- 2023 : Mirco Giulio, Théâtre en Action (Moulidars Charente)
- 2024 : De bric et de broc, dialogues (Moulidars Charente)

## Publications
- Mémoire de Maîtrise sur le Living Theatre, Paris Sorbonne 1969
- Village à Vendre, éditions Pierre Jean Oswald 1976 [26]
- Le temps des cerises, éditions Pierre Jean Oswald 1977 [26]
- Les Paysans, éditions Actes Sud 1978 collection Théâtre en Occitanie[26]

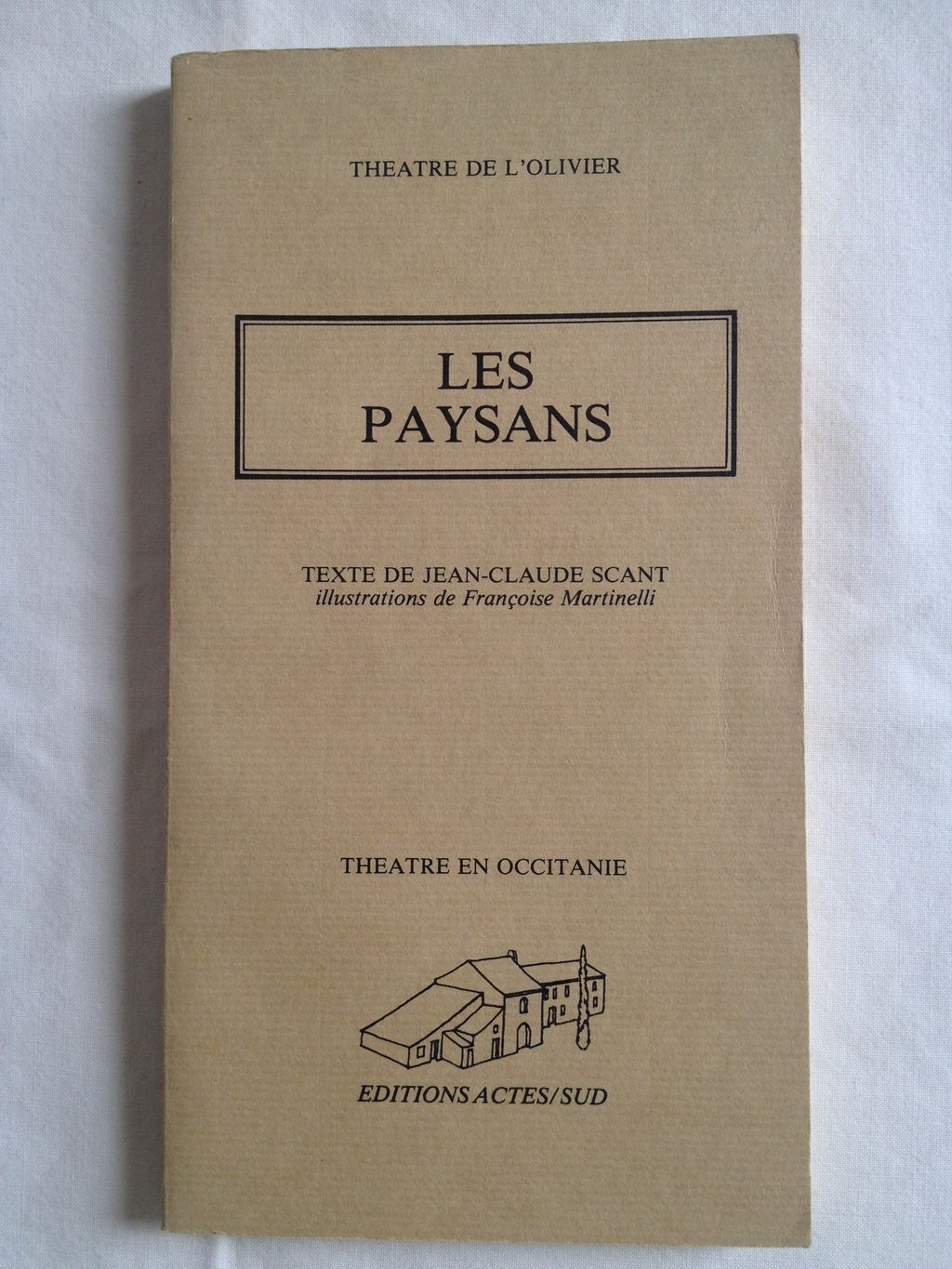
Les Paysans. Éditions Actes Sud

- Mirco Giulio un uomo , une biographie de son père, éditions Atelier Imis 2023